# Centromerus serbicus
Centromerus serbicus là một loài nhện trong họ Linyphiidae.
Loài này thuộc chi Centromerus. Centromerus serbicus được miêu tả năm 2002 bởi Deltshev.